# Diplazium leonardii
Diplazium leonardii là một loài dương xỉ trong họ Athyriaceae. Loài này được Brause mô tả khoa học đầu tiên năm 1922.
Danh pháp khoa học của loài này chưa được làm sáng tỏ. 